# پیر فرانسیسکو مولا
پیر فرانسیسکو مولا (۹ فبریه ۱۶۱۲ – ۱۳ مه ۱۶۶۶) که ال تیچنسه خوانده می‌شد، نقاشی ایتالیای است که در سبک باروک فعالیت می‌کرد و اغلب دوران عمرش را در رم گذراند.

## زندگی‌نامه
مولا در کولدرینو (اکنون در تیچینو، سوئیس) به دنیا آمد. در چهارسالگی به همراه پدرش، جیووانی باتیستا، که یک نقاش بود به رم نقل مکان کرد. او به جز سال‌های ۴۰-۱۶۳۳ و ۴۷-۱۶۴۱ که در ونیز و بولونیا زندگی کرد، بقیه عمرش را در رم گذراند.
شاهکار او به نام جوزف خود را به برادرش می‌شناساند نقاشی آبرنگ روی گچی به از الکساندر سوم است که در سال ۱۶۵۷ به تصویر در آمده و اکنون در گالری کوئیرینال پلس نگهداری می‌شود.